# Скепасто
Скепасто̀, още Сулово или Сулево (на гръцки: Σκεπαστό, катаревуса Σκεπαστόν, Скепастон, до 1928 Σούλοβο, Сулово), е село в Гърция, част от дем Бешичко езеро (Волви) в област Централна Македония с 425 жители (2001).

## География
Скепасто е разположено на южния изход на Суловския проход, в южното подножие на Орсовата планина (Кердилия), над бившето Лънджанско езеро (Ландзас).

## История
Североизточно от селото са развалините на средновековната Суловска кула.
В XIX век Сулово е турско село в Лъгадинска каза на Османската империя. Към 1900 година според статистиката на Васил Кънчов („Македония. Етнография и статистика“) в Сулево живеят 110 жители турци.
След Междусъюзническата война в 1913 година Сулово попада в Гърция. В 1913 година селото (Σούλοβον) има 50 жители.
През 20-те години турското население на селото се изселва и на негово място са настанени гърци бежанци. Според преброяването от 1928 година Сулово е чисто бежанско село с 87 бежански семейства с 389 души.
В 1928 година селото е прекръстено на Скепасто.
В 1936 година е построена църквата „Свети Йоан Предтеча“.